# Menschlichkeit und Friede
Menschlichkeit und Friede ist ein Buch kleiner ethisch-philosophischer Texte von Albert Schweitzer. Dieses 1991 erstmals herausgegebene Buch stellt zugleich die Essenz der humanistischen Grundhaltung Schweitzers dar. Es problematisiert die Suche Frieden und zugleich Möglichkeiten der Ächtung des Krieges. Darin schwingen seine Erfahrungen aus zwei Weltkriegen mit. So ist auch aus christlich-ethischer Sicht für ihn Ehrfurcht vor dem Leben ein denknotwendiges Prinzip des Sittlichen, ein lebensnotwendiges Gebot. In diesem Buch sind von Schweitzer in chronologischer Folge Aufsätze, Reden und Briefe aus sechseinhalb Jahrzehnten zusammengefasst. Darin wird u. a. die Herrenmoral Friedrich Nietzsches verworfen und ihre Folgen. Auch äußert sich Schweitzer zu Fragen der Humanität bei Goethe, thematisiert aber auch Rosa Luxemburg. Dabei geht es ihm um Beispiele von Menschen, die zur Gemeinschaft beitragen und Verbindendes über Trennendes stellen, wozu er auch den Beitrag zu Rosa Luxemburg verfasste. Menschlichkeit und Friede ist Titel einer am 16. September 1951 von Schweitzer selbst gehaltenen Rede anlässlich der Verleihung des Friedenspreises des Börsenvereins der Bundesrepublik Deutschland in der Frankfurter Paulskirche. Auch mahnt Schweitzer zur Abkehr vom atomaren Wettrüsten, weil daraus keine gedeihliche Entwicklung erwachsen könne. In seinem Aufruf Mein Wort an die Menschen wird das besonders deutlich gemacht, der 1964 in Lambarene aufgenommen wurde. Auch anderen Stellen in anderen Beiträgen spricht Schweitzer diesbezüglich nicht weniger Klartext.
Das Buch besitzt einen Kommentar und Quellennachweis zu den einzelnen Beiträgen Schweitzers. Außer diesem Sammelband ist bislang keine weitere Ausgabe bzw. Wiederauflage erschienen.